# Les Jumelles de Sweet Valley
Les Jumelles de Sweet Valley (Sweet Valley High) est une série télévisée américaine en 88 épisodes de 25 minutes basée sur le livre Les jumelles de Sun Valley (Sweet Valley High) de Francine Pascal, et diffusée du 5 septembre 1994 au 10 février 1997 en syndication, puis du 15 septembre au 14 octobre 1997 sur le réseau UPN.
En France, elle a été diffusée à partir du 28 juin 1997 sur TF1 puis rediffusée sur France 2, AB1 et NT1. En Belgique, la série a été diffusée sur Club RTL. Elle reste toutefois inédite dans les autres pays francophones.

## Synopsis
La série tourne autour de la vie d'Elizabeth et Jessica Wakefield, deux belles jumelles blondes qui vivent avec leur bande d'amis dans la ville fictive de Sweet Valley en Californie. Elizabeth est chaleureuse, amicale et sincère, tandis que sa sœur jumelle Jessica est affectueuse, espiègle et irresponsable.

## Distribution
- Brittany Daniel : Jessica « Jess » Wakefield
- Cynthia Daniel (en) : Elizabeth « Liz » Wakefield
- Ryan Bittle (en) : Todd Wilkins (1994-1996), l'ami d'Elizabeth
- Amy Danles : Enid Rollins, meilleure ami d'Elizabeth
- Michael Perl : Winston Egbert, le meilleur ami de Todd
- Harley Rodriguez : Manny Lopez, l'ami de Todd, Winston et le bras droit de Bruce Patman
- Bridget Flanery (en) : Lila Fowler (1994-1996), la meilleure amie de Jessica
- Shirlee Elliot : Lila Fowler no 2 (1996–1997)
- Jeremy Vincent Garrett : Todd Wilkins no 2 (1996-1997), le petit ami d'Elizabeth et brièvement Renata
- Manley Pope : Devon Whitelaw (1997), le petit ami d'Elizabeth et Jessica
- Brock Burnett : Bruce Patman (1994–1995), le rival de Todd et Winston et l'antagoniste de Jessica
- Christopher Jackson : Bruce Patman no 2 (1995–1996)
- John Jocelyn : Reginald Patman « Shred » (1996-1997), le cousin de Bruce et l'ami de Winston
- Andrea Savage : Renata Vargas (1997-1998), l'amie de Jessica et Lila et brièvement la petite amie de Todd.
- Tyffany Hayes : Cheryl Thomas « Tatyana » (1995-1998), l'amie d'Elizabeth, de Jessica et Todd
- Amarilis (en) : Patty Gilbert, (1994-1995), la pom-pom girl de Jessica

## Fiche technique
- Titre original : Sweet Valley High
- Basé sur le livre Sweet Valley High de Francine Pascal
- Développement : Josh Goldstein et Jonathan Prince
- Réalisation : 
  - Depuis la saison 1 : Harvey Frost, Douglas Barr, Marc Lawrence, Gil Bettman, Richard Wenk, Robert Radler, Joel Bender
  - Depuis la saison 2 : Brian Thomas Jones, Bradley Battersby, Judy Simon, David Winning
  - Depuis la saison 3 : Steve Markowitz, Susan Rohrer, Stuart Taylor,
- Scénario : 
  - Depuis la saison 1 : Josh Goldstein, Jonathan Prince, Raul Fernandez, Lanny Horn, David Saling, Sheldon Krasner, Eric Gethers, Bruce Kalish, Ellen Ratner, Alison Dale, Dawn Ritchie, Matthew Odgers, David Markus, Cheryl Saban
  - Depuis la saison 2 : Jordan Budde, David Litt, Peggy Nicoll, Eleah Horwitz, Mark O'Keefe, Lance H. Robbins, Abbie Charette, Howard Nemetz, Perry Dance, Parker Bennett
  - Depuis la saison 3 : Mark LaVine, Eddie Ring, Peggy Nicoll, Barry Stringfellow, Melissa Clark, Lesley Wolff, Peter Egan, Barry Stringfellow, Jennifer Heftler, Lisa Page Kissig, Troy Schmidt
  - Depuis la saison 4 : Paul A. Kaplan, Joanne Fink, Leslie Rieder, Christopher Briggs, Peter Knight, Christopher Briggs, Jordana Arkin
- Photographie : Russ Brandt et David E. West
- Lieu de tournage : École Alexander Hamilton High à Los Angeles en Californie
- Caméra : Single-camera
- Musique :
  - Compositeur(s) : Shuki Levy, Kussa Mahchi, Yuval Ron
  - Compositeur(s) de musique thématique : Ron Wasserman
  - Thème d'ouverture : Sweet Valley High par Kathy Fisher
- Production (exécutive) : Francine Pascal, Haim Saban, Lance H. Robbins, Josh Goldstein
- Société(s) de production : Teen Dream Productions, Inc., Saban Entertainment
- Société(s) de distribution : Saban International, Disney-ABC Domestic Television
- Pays d'origine :  États-Unis
- Langue : anglais
- Genre : Comédie dramatique
- Durée : 25 minutes
- Public : Tout public

## Épisodes
| Saison | Saison | Épisodes | États-Unis        | États-Unis      |
| Saison | Saison | Épisodes | Début de saison   | Fin de saison   |
| ------ | ------ | -------- | ----------------- | --------------- |
|        | 1      | 22       | 5 septembre 1994  | 20 février 1995 |
|        | 2      | 22       | 11 septembre 1995 | 25 mars 1996    |
|        | 3      | 22       | 26 août 1996      | 10 février 1998 |
|        | 4      | 22       | 15 septembre 1997 | 14 octobre 1997 |

### Première saison (1994-1995)
1. Dangerous Love
2. Oracle on Air
3. Skin and Bones
4. Critical Mess
5. What, Me Study?
6. Almost Married
7. The Curse of the Lawrence Mansion
8. The Prince of Santa Dora
9. Coma
10. Uh Oh Seven
11. Secrets
12. Photographic Evidence
13. Club X
14. Poetic Injustice
15. Stolen Diary
16. Love on the Line
17. Working Girl
18. Dancin' Fools
19. Kidnapped, Part 1
20. Kidnapped, Part 2
21. Kidnapped, Part 3
22. Say Goodbye

### Deuxième saison (1995-1996)
1. Summer Lovin'
2. Model Behavior
3. Promotional Rescue
4. Dark Side of the Moon
5. IQ Commeth
6. False Possessions
7. A Fair to Remember
8. It's My Party and I'll Ditch It If I Want To
9. Blunder Alley
10. Like Water for Hot Dogs
11. The Quick and the Blond
12. Mixed Doubles
13. Reading, Writing, Rescue
14. The War of the Pom Poms
15. You Call This a Wonderful Life
16. Sam Enchanted Evening
17. Totally Clueless
18. Win Sam, Lose Sam
19. Identical Opposites
20. One Big Mesa
21. Sam Kind of Wonderful
22. A Look Back in Anecdotes

### Troisième saison (1996-1997)
1. Much Ado About Nachos
2. Shred Reckoning
3. Imperfectly Fit
4. The Man of My Screams
5. Are You a Man or a Mouse?
6. The Mondo Chill
7. Surfing the Nets
8. Mall Brats
9. Swish Upon a Star
10. The Tooth Hurts
11. Rock Around the Block
12. Lofty Ambitions
13. Shakes, Fries and Videotape
14. A Star is Torn
15. Ready, Set, Snow!
16. Don't Stand So Close to Me
17. All Along in the Water Tower
18. My Fair Shred
19. Sweet Valley Fever
20. Crimes and Cappuccinos
21. Search for Liz
22. Might as Well Jump

### Quatrième saison (1997)
Cette saison a été diffusée du lundi au vendredi sur le réseau UPN.
1. Romance Wasn't Built in a Day
2. Loose Lips Sink Yachts
3. Drag King
4. The Right to Bare Midriffs
5. Lights, Camera, Fractions
6. A Kiss is Just a Kiss
7. The Kiss Heard Around the School
8. Lucky Streaks
9. West Coast Story: Part 1
10. West Coast Story: Part 2
11. Rumble in the Valley
12. Devon Breaklaw
13. Skiing is Believing
14. Single in Sweet Valley
15. Sailing Solution
16. Down by Whitelaw: Part 1
17. Down by Whitelaw: Part 2
18. Swing Time
19. Down Horoscope
20. A Simple Twist of Mates
21. Ticket to Lie
22. Animal Rights and Wrongs

## Discographie
En 1995, un album de bande originale a été publié en comportant des chansons originales qui étaient dans la série avec une version plus longue de la chanson du thème des épisodes.
| 1.  | Sweet Valley High Theme (version longue) | 3:21 |
| 2.  | Lotion (Jessica's Theme)                 | 2:56 |
| 3.  | Rose Colored Glasses                     | 3:28 |
| 4.  | She's Got the Answers                    | 2:30 |
| 5.  | Not Myself Today                         | 3:04 |
| 6.  | Alive                                    | 4:19 |
| 7.  | Rest of My Life                          | 4:41 |
| 8.  | My Jessica                               | 2:28 |
| 9.  | All to Myself                            | 2:42 |
| 10. | Secrets                                  | 3:26 |
| 11. | My World                                 | 3:15 |
| 12. | On Our Own                               | 2:41 |
| 13. | She Walks in Roses                       | 1:53 |
| 14. | Sweet Valley High Theme (TV Version)     | 1:01 |

## DVD
En 1996, deux cassettes VHS ont été publiées par Warner Home Video: Kidnapped et Dangerous Love, qui présentaient des vidéos musicaux exclusives basées sur les chansons de la série télévisée.
Cependant, Buena Vista Home Entertainment a seulement sorti la première saison en DVD dans la région 1.
| Nom du DVD                                              | Épisodes | Date de publication |
| ------------------------------------------------------- | -------- | ------------------- |
| La première saison complète (The Complete First Season) | 22       | 8 mars 2005         |

Un DVD de la deuxième saison était également prévu, avec une vieille bande-annonce promotionnelle mise en ligne en 2013, mais cette version a été abandonnée pour des raisons inconnues.

## Commentaire
En décembre 2021, une nouvelle adaptation de la série est en développement par Josh Schwartz et Stephanie Savage pour le réseau The CW.